# 小恶魔

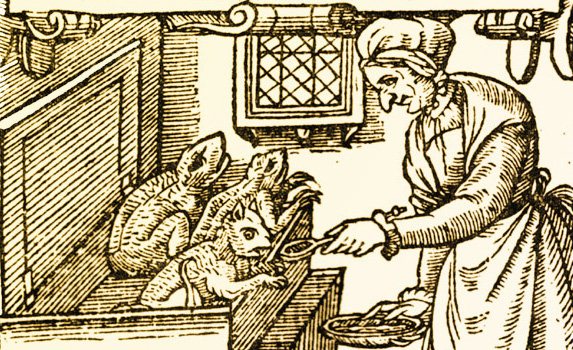
一幅描繪某個女人餵養小惡魔的版畫。

小恶魔（英語：Imp）是欧洲神话传说、民间迷信中常见的生物，类似于精灵或邪灵。这个词可能来自于ympe，指一棵嫁接的树。

## 描述
小恶魔传说起源于日耳曼民间传说，它被认为比起邪灵来，不仅个头小也更爱恶作剧而不甚邪恶（邪灵在日耳曼民间传说中也并不一定是邪恶的），而有的地区它被当作神的仆人。小恶魔的行为是狂野而不受控制的，一样有着永远乐天的精神，正如小仙子一样。而有的地方干脆认为它们就是小仙子。随着时间的推移小仙子被越来越多地被带上美好的属性，而小恶魔则是被带上恶毒的属性。